# Публій Требоній
Пу́блій Требо́ній (лат. Publius Trebonius; V—IV століття до н. е.) — політик і військовий діяч Римської республіки, військовий трибун з консульською владою (консулярний трибун) 379 року до н. е.

## Біографічні відомості
Походив з плебейського роду Требоніїв. Про молоді роки його, батьків відомості не збереглися.
379 року до н. е. його було обрано військовим трибуном з консульською владою разом з Луцієм Юлієм Юлом, Гаєм Секстілієм, Марком Альбінієм, Луцієм Антістієм, Гаєм Манлієм Вульсоном, Публієм Манлієм Капітоліном і Гаєм Еренуцієм. Під час цієї каденції два трибуни з патриціїв (можливо родичі) Гней Манлій Вульсон і Публій Манлій без жеребу були призначені вести почесні військові дії проти вольсків, тоді як інші трибуни того року походження були від цього усунуті, через що невідомо, яка була безпосередня участь Публія Требонія в трибунських обов'язках.
Про подальшу долю Публія Требонія згадок немає.